# Аркаул (Уфимський міський округ)
Аркау́л (рос. Аркаул, башк. Арҡауыл) — присілок у складі Башкортостану, Росія. Входить до складу Уфимського міського округу, Орджонікідзевського району міста Уфа.
Населення — 85 осіб (2010, 71 у 2002).
Національний склад:
- татари — 45 %
- башкири — 44 %